# Барон, Кевин (футболист)
Кевин Барон (англ. Kevin Baron; 19 июля 1926 — 5 июня 1971) — английский футболист, выступавший на позиции нападающего.

## Биография
Уроженец Престона (Ланкашир), играл в качестве любителя за команду «Престон», с августа 1945 года в составе «Ливерпуля». Дебютировал 5 января 1946 года в матче 3-го раунда Кубка Англии против «Честер Сити» (победа 2:0), играя в одном составе с легендарным Билли Лидделлом. 8 ноября 1947 года забил первый гол в карьере на «Энфилде» в ворота клуба «Гримсби Таун» (победа 3:1, гол забит на 77-й минуте). В сезоне 1946/1947, который принёс победу «Ливерпулю», не сыграл ни разу, проведя шесть игр в сезоне 1947/1948.
В сезоне 1949/1950, играя на позиции полусреднего нападающего, Барон стал игроком основы «Ливерпуля»: в 38 играх Лиги он забил 7 раз, а также провёл все 7 матчей Кубка Англии: в 4-м раунде его гол на «Энфилде» помог одержать победу над клубом «Эксетер Сити» 3:1. Он играл и в финале Кубка, в котором «Ливерпуль» проиграл «Арсеналу» 0:2. В сезоне 1950/1951 он провёл всего 7 матчей, в сезоне 1951/1952 — 41 (40 в чемпионате и один в кубке), забив шесть голов. До мая 1954 года он провёл ещё 44 встречи за «Ливерпуль». Всего с 1945 по 1954 годы он сыграл 154 матча и забил 32 гола во всех турнирах.
В 1954 году «Ливерпуль» вылетел из Первого дивизиона, и Барон ушёл играть в «Саутенд Юнайтед», где провёл 4 года, забив 45 голов в 138 матчах за клуб. Также он играл за «Нортгемптон Таун» и за ряд любительских команд: «Грейсвенд энд Нортфлит», «Уизбеч Таун», «Олдершот», «Кембридж Сити», «Бедфорд Таун», «Молдон Таун». Позже он осел в Саффолке, где работал агентом по страхованию. Скончался в июне 1971 года после продолжительной болезни.
Его старший брат Джерард (Джерард Бернард Патрик Барон) погиб 15 апреля 1989 года во время давки на «Хиллсборо».